# Miżhirja (obwód chmielnicki)
Miżhirja (ukr. Міжгір'я; pol. hist. Wołoskie) – wieś na Ukrainie, w obwodzie chmielnickim, w rejonie biłohirskim. W 2001 roku liczyła 198 mieszkańców.